# Cerska
Cerska (en serbe cyrillique : Церска) est un village de Bosnie-Herzégovine. Il est situé dans la municipalité de Vlasenica et dans la république serbe de Bosnie. Selon les premiers résultats du recensement bosnien de 2013, il compte 777 habitants.

## Démographie

### Évolution historique de la population dans la localité
| 1948 | 1953 | 1961 | 1971 | 1981  | 1991   | 2013 |
| ---- | ---- | ---- | ---- | ----- | ------ | ---- |
| -    | -    | 685  | 914  | 1 162 | 1 409, | 777  |

|  |

### Communauté locale
En 1991, la communauté locale de Cerska comptait 1 818 habitants, répartis de la manière suivante :